# Elena Stashenko
Elena Stashenko (Moscú, 3 de mayo de 1958) es una química, investigadora y docente rusa que ha desarrollado gran parte de su carrera en Colombia. En 2020 fue incluida en la lista de los sesenta científicos más influyentes del mundo por la revista británica The Analytical Scientist. Ese mismo año recibió la Orden del Congreso de la República de Colombia, en el grado de Caballero.

## Biografía

### Estudios
Entre 1975 y 1981, Stashenko cursó estudios de química en la Universidad Rusa de la Amistad de los Pueblos, donde obtuvo un Doctorado en Análisis Instrumental, Cromatografía y Espectrometría de Masas en 1989. Ha estado vinculada con otras instituciones universitarias en California

### Carrera
Tras realizar estudios universitarios en su país natal, se trasladó a Colombia en la década de 1980, país donde ha desarrollado gran parte de su carrera en investigación y docencia, especialmente con la Universidad Industrial de Santander (UIS). Se ha desempeñado como docente de química en la Facultad de Ciencias de dicha institución desde 1983, y en la actualidad es Profesora Titular Laureada y directora del Laboratorio de Cromatografía y Espectrometría de Masas CROM-MASS de la universidad.
Stashenko es directora del Centro Nacional de Investigaciones para la Agroindustrialización de Especies Vegetales Aromáticas y Medicinales Tropicales (CENIVAM). Ha publicado más de 200 artículos científicos sobre química y afines en revistas especializadas y ha sido miembro de Colciencias y del Instituto Humboldt. También ha formado parte del comité editorial de las revistas Journal of Separation Science, Scientia Chromatographica y Journal of Essential Oil Research.

## Premios y reconocimientos
- 1997 - Premio Nacional de Fitoquímica - VI Congreso Nacional de Fitoquímica
- 1999 - Premio Nacional al Mérito Científico como Investigadora de Excelencia, Bucaramanga
- 2001 - Premio Nacional de Química en el Área de Química Analítica - Asociación Química Colombiana
- 2001 - Premio Nacional al Mérito Científico como Investigadora de Excelencia, Bogotá
- 2004 - Medalla COLACRO
- 2006 - Frontier Award: Chemistry for Life, Sociedad Europea de Ciencias de Separación
- 2013 - Premio Scopus a los Mejores Investigadores Colombianos
- 2016 - Incluida en la lista de las 50 Mujeres más Influyentes en las Ciencias Analíticas, The Analytical Scientist
- 2020 - Incluida en la lista de los 60 Científicos más Influyentes del Mundo, The Analytical Scientist
- 2020 - Orden del Congreso de la República de Colombia, Grado de Caballero
- 2021 - Medalla Janusz Pawliszyn en el marco del 34° Congreso latinoamericano de química CLAQ

Fuentes: